# Dolors Vives Rodon
Dolors Vives i Rodon (Valls, 15 de novembre de 1908 - Barcelona, 12 de juny de 2007) fou una pilot catalana, primera aviadora militar espanyola i pionera de l'aviació durant la Segona República, i també professora de piano.

## Biografia
Va nàixer en una família treballadora i els seus pares van traslladar-se a Barcelona quan ella tenia 12 anys. A l'Escola Municipal de Barcelona estudià música, piano i violoncel, i hi tingué per mestres, entre d'altres, Nicolau i Lluis Millet. La seva professió inicial va ser la de professora de piano
La seva vocació aeronàuticava va néixer quan va veure arribar a l'Aeròdrom Naval de Barcelona el dirigible Zeppelin, en un moment de gran eufòria en què la ciutat volia constituir un punt d'aterratge dels vols del dirigible. Vives fou membre fundadora del club d'aviació Aero Club Popular (1933), que naixia per promoure l'afició i l'interès de la joventut i de les classes populars a l'aviació. A Barcelona va començar a funcionar el juny de 1933 i ella es va treure un dels primers carnets del' club. Va quedar molt impressionada quan va veure el vol de la primera dona pilot catalana, Pepa Colomer (1913-2004), amb qui més endavant faria una gran amistat. El novembre de 1934 Dolors Vives es va beneficiar d'una beca d'estudis de pilot que sortejava l'escola Progreso entre els socis de l'Aero Club Popular. El març de 1935 va fer l'examen pràctic per treure's la llicència de pilot, cosa que va fer amb èxit, i el 20 de desembre d'aquell mateix any, Dolors Vives va ser anomenada vocal del Club. L'any 1936 es van donar unes beques per fer el curs de vol sense motor a Monflorite i, tot i que no s'havia interessat mai especialment per aquest tipus de vol, a l'últim moment va acceptar anar-hi i va obtenir la llicència B de Pilot de vol sense motor, esdevenint així la primera catalana a tenir el títol.

Dolors Vives

Amb l'esclat de la guerra, la va cridar Alberto Bayo –cap de l'Aeronàutica Naval de Barcelona–i fou mobilitzada com a alferes per decret (1 d'octubre de 1936). La Generalitat va fer un curs especial destinat als pilots civils que havien estat mobilitzats a l'Escola de Pilots Aviadors Militars, on Pepa Colomer era instructora. En aquest moment va ser quan totes dues es van conèixer i van establir una amistat que mantindrien fins a la mort de Colomer. Durant tres mesos va recórrer amb un hidroavió Macchi la costa catalana per vigilar els vaixells enemics. Després, Díaz Sandino –cap de l'esquadrilla amb base al Prat i conseller de Defensa de la Generalitat– la va destinar a l'Aeròdrom Canudas, on va treballar conjuntament amb Mari Pepa Colomer 12 hores diàries enregistrant els moviments aeris. Ambdues van ser destinades a València després de passar allà el govern de la república, i més tard tornaren a Barcelona.
El 1938, a conseqüència dels bombardejos franquistes contra l'aeròdrom del Prat, es van traslladar els Serveis d'Aeronàutica a la Generalitat i ella passà a traduir documents de l'italià al català. Quan acabà la guerra, no va marxar a l'exili, es va quedar cuidant els pares, ja molt grans. El pare, d'esquerres i jutge municipal, va ser represaliat i Dolors Vives es va encarregar de la supervivència familiar.